# Cône d'emmanchement
Les cônes d'emmanchement ou cônes d'outillage sont principalement utilisés sur les machines-outils.
Ils assurent un très bon centrage entre par exemple l'outil et la broche de la machine.
Il existe plusieurs types de cônes.
C'est la conicité qui les caractérise.

## Utilisation
Le centrage est de très grande précision.
Pour les cônes à faible pente (Morse, métrique, Brown & Sharpe) l'adhérence est suffisamment importante pour entraîner un outil.
Utilisation : pointe de tour, perceuse, fraiseuse…

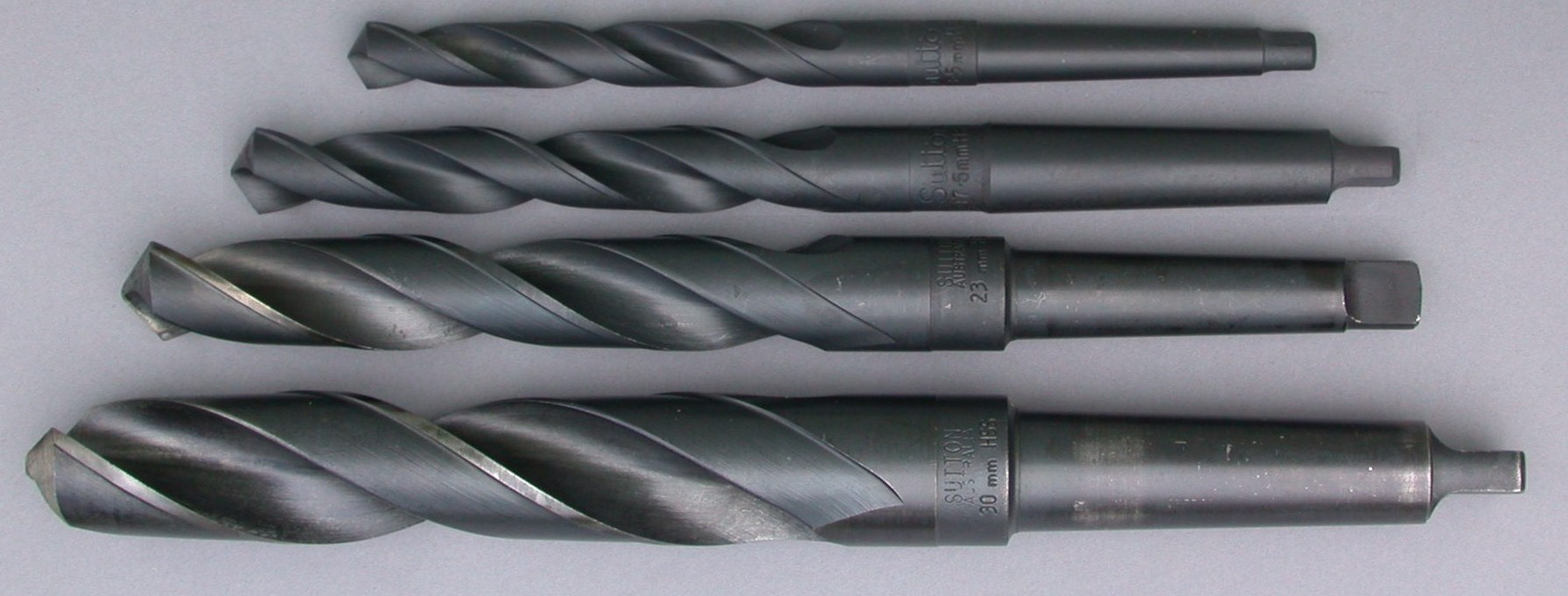
Cône Morse de queue de foret
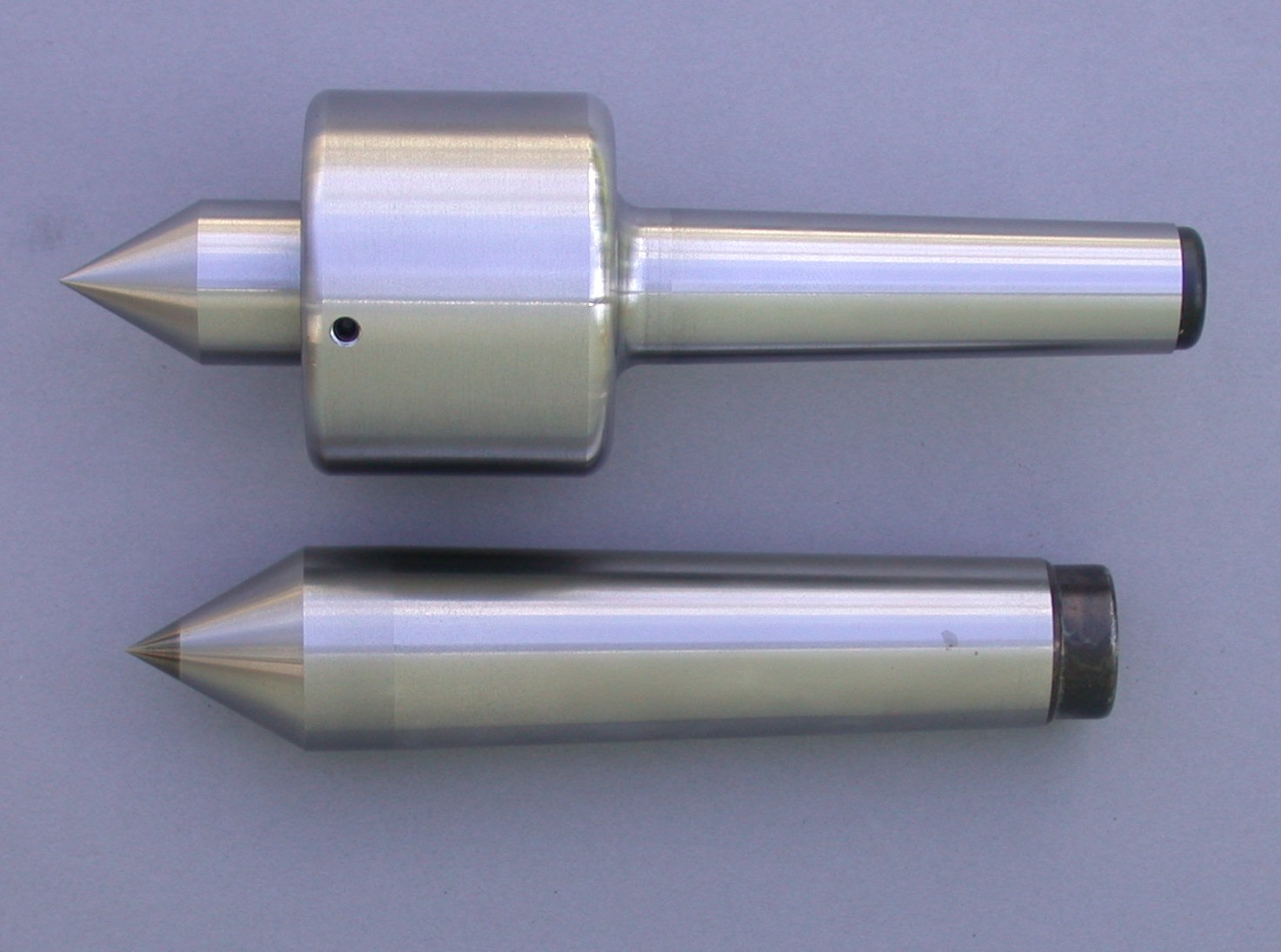
Pointe tournante et pointe sèche à cône Morse
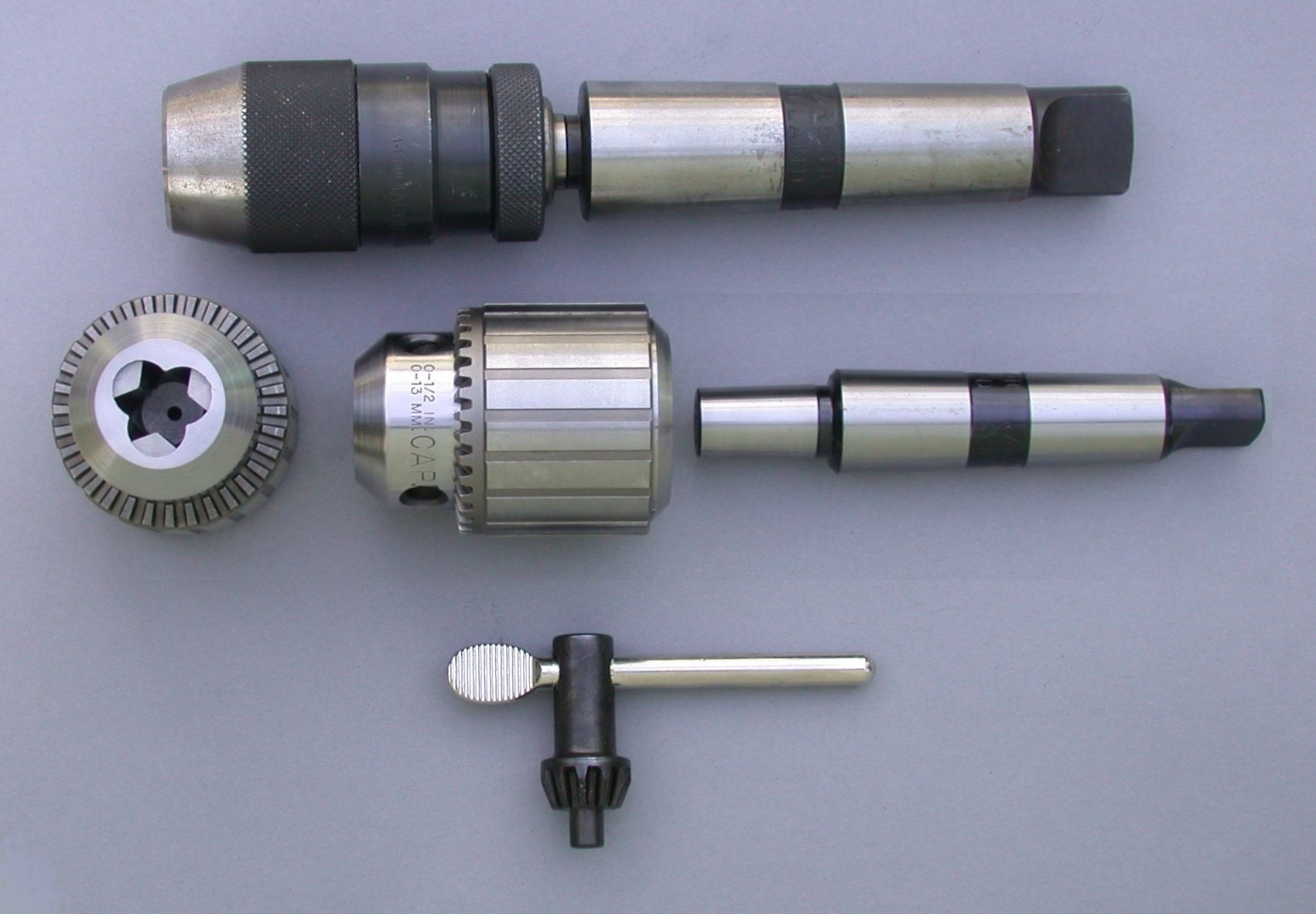
Cône Morse sur mandrin
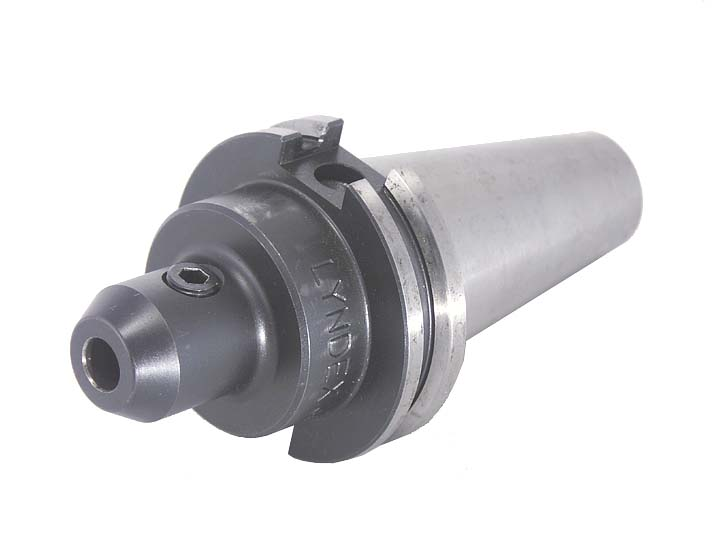
Cône standard américain
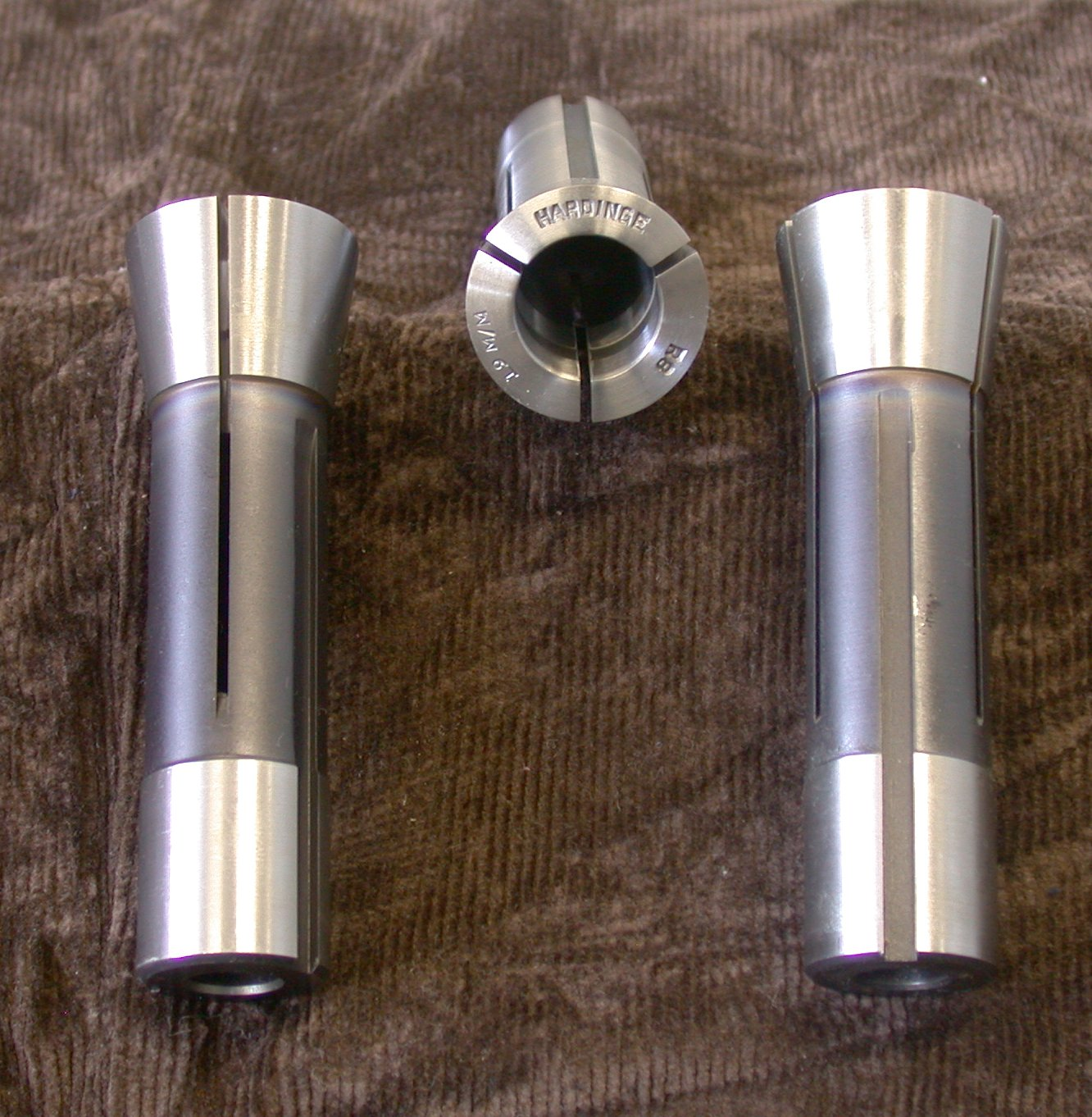
Cône R8 de pince

## Cône Morse
Pour les articles homonymes, voir Morse.
| Cône Morse | conicité | Angle | D      | D 1  | d    | d 1 | d 2  | d 3 max | d 4 max | d 5  | l 1 max | l 2 max | l 3 max | l 4 max | l 5 min | l 6 |
| ---------- | -------- | ----- | ------ | ---- | ---- | --- | ---- | ------- | ------- | ---- | ------- | ------- | ------- | ------- | ------- | --- |
| N°0        | 5,205 %  | 2°58’ | 9,045  | 9,2  | 6,4  | -   | 6,1  | 6       | 6       | 6, 7 | 50      | 53      | 56,3    | 59,5    | 52      | 49  |
| N°1        | 4,988 %  | 2°51’ | 12,065 | 12,2 | 9,4  | M6  | 9    | 8,7     | 9       | 9, 7 | 53,5    | 57      | 62      | 65,5    | 56      | 52  |
| N°2        | 4,995 %  | 2°52’ | 17,780 | 18   | 14,6 | M10 | 14   | 13,5    | 14      | 14,9 | 64      | 69      | 75      | 80      | 67      | 62  |
| N°3        | 5,020 %  | 2°52’ | 23,825 | 24,1 | 19,8 | M12 | 19,1 | 18,5    | 19      | 20,2 | 80,1    | 86      | 94      | 99      | 84      | 78  |
| N°4        | 5,194 %  | 2°58’ | 31,267 | 31,6 | 25,9 | M16 | 25,2 | 25,2    | 24      | 26,5 | 102,5   | 109     | 117,5   | 124     | 107     | 98  |
| N°5        | 5,263 %  | 3°    | 44,399 | 44,7 | 37,6 | M20 | 36,5 | 35,7    | 35,7    | 38,2 | 129,5   | 136     | 149,5   | 156     | 135     | 125 |
| N°6        | 5,214 %  | 2°59  | 63,348 | 63,8 | 53,9 | M24 | 52,4 | 51      | 51      | 54,6 | 182     | 190     | 210     | 218     | 188     | 177 |

## Cône Standard Américain 7/24 (SA xx)
C'est un cône de forte conicité (7:24) soit 29,16 %.
Le centrage est moins précis (que le cône Morse).
Du fait de la faible adhérence :
- des tenons sont nécessaires pour l'entraînement de l'outil,
- le démontage du cône est facile (ce qui est très apprécié).

Utilisé sur fraiseuse

## CôneBrown & Sharpe1/24
L’angle est de 1/24 soit 4,16666 % sauf le N°10 qui est de 1/23,25 soit 4,3 %

## Cône R8
Aussi appelé M1TR, ce manchon a en bout un cône de positionnement de 16°51' et est maintenu par un tirant fileté.